# Akiko Miyamura
Akiko Miyamura (jap. 宮村 亜貴子, Miyamura Akiko; * 14. Oktober 1974 in der Präfektur Kumamoto) ist eine japanische Badmintonspielerin.

## Karriere
Akiko Miyamura nahm 1996 im Damendoppel an Olympia teil. Sie verlor dabei mit ihrer Schwester Aiko Miyamura gleich in Runde eins und wurde somit 17. in der Endabrechnung. Bei den German Open 1995 und den Indonesia Open 1995 wurden beide jeweils Dritte.

## Sportliche Erfolge
| Saison | Veranstaltung      | Disziplin   | Platz | Name                           |
| ------ | ------------------ | ----------- | ----- | ------------------------------ |
| 1995   | Indonesia Open     | Damendoppel | 3     | Aiko Miyamura / Akiko Miyamura |
| 1995   | German Open        | Damendoppel | 3     | Aiko Miyamura / Akiko Miyamura |
| 1995   | Singapore Open     | Damendoppel | 5     | Aiko Miyamura / Akiko Miyamura |
| 1995   | Asienmeisterschaft | Damendoppel | 9     | Aiko Miyamura / Akiko Miyamura |
| 1995   | Malaysia Open      | Damendoppel | 9     | Aiko Miyamura / Akiko Miyamura |
| 1995   | Canadian Open      | Damendoppel | 9     | Aiko Miyamura / Akiko Miyamura |
| 1995   | Hongkong Open      | Damendoppel | 9     | Aiko Miyamura / Akiko Miyamura |
| 1996   | Olympia            | Damendoppel | 17    | Aiko Miyamura / Akiko Miyamura |
| 1996   | Korea Open         | Damendoppel | 5     | Aiko Miyamura / Akiko Miyamura |